# Sonia Cotten
Pour les articles homonymes, voir Cotten.
Sonia Cotten est une poète québécoise née le 13 septembre 1974 à Rouyn-Noranda, en Abitibi-Témiscamingue, au Québec.

## Biographie
Après avoir étudié la gestion des ressources humaines et la communication organisationnelle à l'Université du Québec à Montréal, Sonia Cotten commence sa carrière en gestion culturelle, en événementiel, en communication ainsi qu'en rédaction dans divers organismes, notamment à La maison de la culture Pointe-aux-Trembles et au Cégep de l’Abitibi-Témiscamingue.
Faisant partie de la relève poétique québécoise axée sur la performance scénique, elle participe à des lectures sur scène et touche au théâtre à titre d'autrice et de directrice artistique. Alliant le jazz et la poésie, Sonia Cotten, présente sur en solo ou accompagné de musiciens, des textes organiques inspirés, notamment, par le féminisme de Josée Yvon, par Hélène Monette, par Richard Desjardins et par l'urbanité de Bashung.
Ses écrits gravitent autour des thèmes du futur, de la foi, de l'appartenance, du désespoir, de la beauté ainsi que de la laideur. On dit de son écriture qu'elle « nous pousse, inévitablement, dans nos retranchements » et de ses lectures publiques qu'elles sont « chargées de rock et d’urgence ».
Elle publie son premier recueil de poésie, Changer le Bronx en or (2002), aux éditions Poètes de brousse, constituant le premier livre d'une trilogie qui s'accompagne de son deuxième recueil, Nique à feu (2006) ainsi que de Olvalta (2011), toujours aux éditions Poètes de brousse.
Elle est également l'autrice de deux recueils de poésie jeunesse : Mon chef c'est mon cœur paru aux Éditions Z'Ailées ainsi que Marcher dans le ciel paru aux éditions Bouton d'or Acadie.
En 2015, elle publie Corps simples chez Poètes de brousse. Finalement, en 2020, elle co-écrit un roman jeunesse, avec Cours, Ben, Cours ! avec Philippe Garon aux éditions Bouton d'or Acadie,,.
Sonia Cotten signe également des textes dans des revues de poésie et participe à divers spectacles et des conférences en plus de présenter des ateliers dans les écoles du Québec dans le cadre du programme Culture à l’école,.
Elle participe à de nombreuses lectures-performances telles que Le dandy américain et les fées urbaines (Mois de la poésie à Québec, 2019) ainsi qu'à L’amour paiera le loyer (Agora des arts de Rouyn-Noranda, 2019),. Elle expose également Marcher dans le ciel en collaboration avec l'artiste visuelle Annie Boulanger (Centre d’exposition de Rouyn-Noranda, 2015).
À titre d'autrice et de directrice artistique, elle participe également, en 2020, à un spectacle qui met en lumière l'œuvre de l'écrivaine abitibienne Jeanne-Mance Delisle. Cette commande du Petit Théâtre du Vieux Noranda est une coproduction entre le Petit Théâtre du Vieux Noranda et les Productions Rhizome,.
Sonia Cotten est récipiendaire de plusieurs bourses, notamment la bourse Relève Téléquébec remis lors des Prix d’excellence en art et en culture de l’Abitibi-Témiscamingue (2007) ainsi que de la bourse du Fonds consacré aux arts et aux lettres de l'Abitibi-Témiscamingue. Grâce aux bourses de déplacement du Conseil des arts et des lettres du Québec, elle présente ponctuellement son travail sur les scènes du Québec, du Nouveau-Brunswick et de l'Europe. Elle remporte également, le prix de poésie Geneviève-Amyot (2015),.

## Œuvres

### Poésie
- Changer le Bronx en or , Montréal : Les Intouchables, Poètes de brousse, 2002, 149 p.  (ISBN 2-89549-091-0)
- Nique à feu, Montréal, Poètes de brousse, 2006, 58 p.  (ISBN 2-923338-07-3)
- Ovalta, Montréal, Poètes de brousse, 2011, 53 p.  (ISBN 978-2-923338-46-0)
- Corps simples, Montréal, Poètes de brousse, 2015, 59 p.  (ISBN 9782923338880)

### Littérature jeunesse
- Mon chef c'est mon cœur, illustrations de Karine Hébert, Ville-Marie, Éditions Z'ailées, Collection Z'enfants, 2009, 58 p.  (ISBN 9782923574622)
- Marcher dans le ciel, illustrations Annie Boulanger, Moncton, Bouton d'or Acadie, 2015, 37 p.  (ISBN 9782896820801)
- Cours, Ben, cours!, en collaboration avec Philippe Garon, Moncton, Bouton d'or d'Acadie, Collection: Étagère Vélo de course (11 ans et plus), 2020, 288 p.  (ISBN 978-2-89750-179-2 et 9782897501808)

### Spectacles
- Sonia Cotten et les Païens, présenté au Centre culturel canadien, 2009.
- Sur un chemin de terre en taxi bleu, Fertival de poésie de Montréal, Présenté en partenariat avec le Regroupement des éditeurs canadiens-français et le Secrétariat aux affaires intergouvernementales canadiennes du Québec, 2009.
- Écritures : TransRimouski, Productions Rhizome, 2015.
- Herménégilde Chiasson de A à Z. Carte blanche à un créateur d’exception, de Herménégilde Chiasson avec la complicité de Gabriel Robichaud [direction artistique et littéraire], Festival international de littérature, 2017.
- Joue moi un poème, une présentation de Gaston Bellemare, Québec la Muse, 2019.
- Le dandy américain et les fées urbaines, présenté dans le cadre du Mois de la poésie à Québec, 2019.
- L’amour paiera le loyer, Agora des arts de Rouyn-Noranda, 2019.
- Le cœur sacré de Jeanne-Mance, Petit Théâtre du Vieux Noranda et Productions Rhizome, 2020.

### Exposition
- Marcher dans le ciel, Centre d’exposition de Rouyn-Noranda, 2015.

## Prix et honneurs
- 2005 - Récipiendaire : Prix Geneviève-Amyot décerné par le Bureau des affaires poétiques[3].
- 2015 - Lauréate : Coalition québécoise de la littérature et du conte[16].
- 2016 - Récipiendaire : Prix de la culture Rouyn-Noranda[17]